# DJ Yamina
Illés Viktória művésznevén Yamina (Győr, 1991. november 28. –) magyar lemezlovas, aki 2014 óta egyre nagyobb népszerűségre tesz szert, hazánkban és külföldön egyaránt. Karrierjét 2014 júniusában kezdte. Mindössze két évvel később 2016-ban már a legnagyobb klubokban kápráztatta el a közönséget. 2017-ben a NYDJAY by New Yorker nemzetközi DJ verseny budapesti elődöntőjének nyertese lett. A fiatal DJ a NYDJAY versenysorozat záróeseményén is kiemelkedő sikert ért el, hiszen később megkapta az Európa Legjobb Női Lemezlovasa címet is. Több népszerű helyen is megfordult már, mint a Rio Budapest szórakozóhely vagy a Dürer Kert. Az ország egyik legnagyobb fesztiválján a Balaton Sound-on is szerepelt már a hatalmas tömeg előtt. Ananas X-Press koncertsorozatának 10. 'jubileumi' fellépését az Akvárium Klubban Budapesten 2023 április elsején tartotta. A külföldi szerepléseknek köszönhetően Hollandiában is fellépett már. Ananas X-Press mix sorozatához készült több alkalommal is "Aftermovie" néven ízelítő a buli hangulatából.
2017-ben bekerült a MUSIC FM rezidens DJ-i közé, szerda esténként 21-órától a Music Killers című műsorban szolgálatott jó hangulaltot. A Rádiózásnak köszönhetően 1 év alatt még nagyobb ismertségre tett szert. A rádió megszűnésével sem hagyott fel a zenéléssel, folyamatosan számos rendezvénymeghívást, különböző fellépést vállal. 2019. május 10-én jelent meg első önálló dala a Neon, ami azóta is a fellépései eleme lett. 2019. október 14-én a Rádió 1 új esti műsorblokkal a több ismert lemezlovast felvonultató WORLD IS MINE Radio Show-val mutatkozott be. Yamina a szerdai blokkban hallható kilenctől egészen este tizenegy óráig.
Yamina dala a Neon 2019 nyarán felkerült a Music Channel zenei listájára.
A 2020. január 25-től február 1-ig tartó franciaországi Les Orres-ben tartott Snowattack-en is részt vett a Rádió 1-gyel közösen.
2020. február 12-én debütált újabb önálló dala It's Me címmel.
Yamina a StadiumX által készített, 2019 novemberében megjelent Touch My Soul videóklipben működött együtt a szintén híres DJ párossal.
2020. július 8-án debütált Lotfi Begi és Burai Krisztián Háborgó Mélység 2 című dalának Yamina által készített hivatalos remixe, amit a rádióban is számtalan alkalommal játszottak már.
Yamina 2020 decemberében indította útjára a "Tits Gang" elnevezésű projektjét, Metzker Viktóriával közösen.
Tóth Andival közös dala, a "Fantasy" 2021. július 6-án debütált a Gold Record producálásával.
Yamina a 2022. január 22-től január 29-éig tartó franciaországi Les Deux Alpes-ban megrendezésre kerülő Snowattack fesztivál fellépői közt szerepelt.
2022-ben megkapta az év DJ-je elismerő szakmai díjat.
2022. december 16-án Metzker Viktóriával közreműködve, a Rádió 1 közönségszavazásán bezsebelhették a "#3 (top három) DJ díjat".

## Önálló dalok
- Neon (3:08)
- It's Me (2:40)

## Közös dalok
- Yamina x Tóth Andi - Fantasy (3:49)[21]

## Feldolgozások
- Lotfi Begi x Burai - Háborgó Mélység 2 (Yamina remix) 2:56[22]
- Metzker Viktória feat. KKevin - Plázs (Official Yamina remix) 2:25[23]

## Mix sorozat
Yamina 6 évvel ezelőtt indította el Ananas X-Press elnevezésű önálló party sorozatát Győrben. A sorozat elemévé vált a címben is szereplő ananász, amiből későbbi fellépésein egy követőnek mindig ad egyet. A sorozat első és második győri állomásához Ananas X-Press Party I. és Ananas X-Press Party II. néven készített egy reklám videót.
A 2020. február nyolcadikán megrendezett sorozat vendége TIAH, valamint Støy voltak.
A mix-sorozat részei:
- Ananas X-Press #10 Akvárium 04.01[27]
- Ananas X-Press #09 (Tribal Edition) 55:35[28]
- Ananas X-Press #08 (X-Box Game Pass Festival)[29][30][31][32] (négy rész; 49:50)
- Ananas X-Press #07 (Bye Bye Summer) 50:02[33]
- Ananas X-Press #06 (Halloween Edition) 29:01[34]
- Ananas X-Press #05 (Sziget 2019) 1:00:57[35]
- Ananas X-Press #04 50:29[36]
- Ananas X-Press #03 33:29[37]
- Ananas X-Press #02 29:44[38]
- Ananas X-Press #01 (dátum: 2017. február, helyszín: Győr)[forrás?]

## Remixek
- Neon (MLLR Edit) (2:59)[39]
- It's Me (MLLR Edit) (2:48)[40]

## Díjak
- 2017 márciusában megnyerte a NYDJAY by New Yorker nemzetközi DJ verseny díját.
- A 2019-es év elején megnyerte a Ballantine´s Music Awards "Év mainstream DJ-je" díjat[41] közönségszavazás alapján.
- 2021. Rádió1 év DJ-je
- 2022. Év DJ-je szakmai díj

## Magánélete
2022 első felében a producer és lemezlovas Sikztah volt a párja.

### Betegsége
Pánikbetegségéről nyíltan beszélt a Popfilter című podcastben 2021 októberében.